# Boston Open 2015
Die Boston Open 2015 im Badminton fanden vom 1. bis zum 3. Mai 2015 im Rockwell Cage des Massachusetts Institute of Technology in Cambridge statt.

## Sieger und Platzierte
| Disziplin    | Gold                      | Silber                                  | Bronze                            |
| ------------ | ------------------------- | --------------------------------------- | --------------------------------- |
| Herreneinzel | Charles Gu                | Chan Kwong Beng                         | Hock Lai Lee                      |
| Herreneinzel | Charles Gu                | Chan Kwong Beng                         | Andrew Smith                      |
| Dameneinzel  | Zhang Beiwen              | Jing Yu Hong                            | Nicole Grether                    |
| Dameneinzel  | Zhang Beiwen              | Jing Yu Hong                            | Stéphanie Pakenham                |
| Herrendoppel | Howard Bach Hock Lai Lee  | Leonard Holvy de Pauw Nguyễn Quang Minh | Charles Gu Halim Haryanto         |
| Herrendoppel | Howard Bach Hock Lai Lee  | Leonard Holvy de Pauw Nguyễn Quang Minh | Pratik Patel Gabriel Villanueva   |
| Damendoppel  | Jing Yu Hong Zhang Beiwen | Nicole Grether Charmaine Reid           | Nicole Frevold Brianna Wang       |
| Damendoppel  | Jing Yu Hong Zhang Beiwen | Nicole Grether Charmaine Reid           | Iliza Cloutier Stéphanie Pakenham |
| Mixed        | Howard Bach Zhang Beiwen  | Halim Haryanto Jing Yu Hong             | Julien Déry Stéphanie Pakenham    |
| Mixed        | Howard Bach Zhang Beiwen  | Halim Haryanto Jing Yu Hong             | Alan Shekhtman Charmaine Reid     |